# Revanschism

Albert Bettanniers målning "La tache noire" (Den svarta fläcken) som skildrar ett klassrum där franska elever undervisas om provinsen Elsass-Lothringen som Frankrike miste i och med nederlaget i det Fransk-tyska kriget.

Revanschism (franska: revanchisme) starkt nationalistisk stämning med krav på revansch för tidigare (militärt) nederlag.
Begreppet användes för första gången i Frankrike efter det katastrofala nederlaget i det fransk-tyska kriget där Frankrike tvingades avstå området Elsass-Lothringen till Tyskland. Efter kriget började begreppet användas i de franska nationalistiska kretsar som ville hämnas det franska nederlaget och återta de förlorade områdena.
Ett annat exempel var den rådande stämningen i Tyskland efter första världskriget då Tyskland efter Versaillesfreden förlorade stora landområden. Adolf Hitler spelade politiskt på revanschism med dolkstötslegenden och det anses vara en av orsakerna till att han kom till makten.